# Juan Zandoná
Juan Manuel Zandona , futbolista argentino con nacionalidad mexicana.
Sus comienzos fueron en el verde césped en la actual ciudad de Zárate ( Argentina , bastante famosa)  . Su paso fue por el club Belgrano Zárate más conocido como el indio , luego de desplegar su talento por Todo el campo de juego, fue llamado por el mítico club San Lorenzo hasta la corta edad de 18 años en la que ojos del exterior apreciaron su talento con la pelota , para ser más específicos de México que lo reclutó a su temprana edad , apostando por un jugador con poca experiencia , que terminó de explotar su talento en Cruz Azul.
Jose Zandoná es un futbolista argentino naturalizado mexicano.

## Clubes como futbolista
| Club                                               | País        | Año       |
| -------------------------------------------------- | ----------- | --------- |
| Real Sociedad de Zacatecas                         | México      | 1996-1997 |
| Tiburones Rojos de Veracruz                        | México      | 1997-1998 |
| Lobos de la BUAP                                   | México      | 1999      |
| Halcones de Querétaro                              | México      | 1999      |
| Correcaminos de la UAT                             | México      | 2000      |
| Cruz Azul Hidalgo                                  | México      | 2000-2002 |
| Lagartos de Tabasco                                | México      | 2003      |
| Club Deportivo Marathón                            | Honduras    | 2003      |
| Deportivo Marquense                                | Guatemala   | 2003-2004 |
| Centro Deportivo Olmedo                            | Ecuador     | 2005      |
| Alianza Fútbol Club                                | El Salvador | 2005      |
| Club Atlético Bucaramanga Corporación Deportiva    | Colombia    | 2006      |
| Corporación Deportiva Real Cartagena               | Colombia    | 2007      |
| Club Deportivo Universidad de San Martín de Porres | Perú        | 2007      |